# Ray Of Hope
『Ray Of Hope』（レイ・オブ・ホープ）は、山下達郎の通算13作目のオリジナル・アルバム。2011年8月10日にワーナーミュージック・ジャパンから発売された。

## 解説
前作『SONORITE』から6年ぶりとなるオリジナル・アルバム。当初は『WooHoo』のタイトルで12曲入りのアルバムとして2010年9月15日発売が予定されていた。しかし、制作過程で不満が生じたとして発売1か月前に延期を発表、以後発売日のアナウンスがないままシングルが数枚リリースされた。その後、1年近く経った2011年6月に発売日が正式発表された。
『WooHoo』のタイトル時点では当初、<ANGEL OF THE LIGHT>や<ミューズ>の収録も予定されていたが、最終的には未収録となった。また、2011年3月11日に発生した東日本大震災の影響を反映して、タイトルも本作の収録曲<希望という名の光>の歌詞の一節からの“Ray Of Hope”となった。ラスカルズの1968年のシングル「希望の光」の原題「A Ray of Hope」も念頭にあったという。山下は「1年遅れて今の形になって正解だったと思う」 とし、「『WooHoo』はただの語呂で意味はないんですけど、リーマン・ショック以降に続く不況や社会の不安みたいなものを笑い飛ばすことをアピールするつもりのタイトルでした。でも『WooHoo』で出ていたら、今の時代の空気には違和感があったかもしれない」と答えている。
アルバム収録曲中9曲にタイアップが付いているが、山下は「僕も“山下達郎はタイアップが多い”ってよく言われるけど、テレビとか映像メディアに出ないから、タイアップしか自分のプロモーション手段が無いのね。確かに、タイアップは先方のリクエストがあってそれに沿うことは必要なんだけど、その中に自分の個性というかパッションをどれだけ盛り込めるかという。自分の置かれたポジションでベストなものを作るというのはそういうことでね」という。
また、今作の音を山下自身は“アナログっぽい丸い音になった”とし、「今回は『SONORITE』よりも圧倒的にシンガー・ソングライター的アプローチで作ったんですよ。『COZY』は40代半ば、『SONORITE』は53歳のときに作ったアルバムで、非常に作家的な作品なんですね。50歳くらいになるとミュージシャンはいろいろモノを考えるようになる……特に歌手は“いつまで声が出るんだろう?”とか不安になるわけ。そうなると、声が出るうちにやりたい曲をやったほうがいいんじゃないかってことで、僕の場合は<忘れないで>っていう曲でカンツォーネを始めたり、レゲエをやったりした。で、そういうことをやっていくと一見バラエティに富んだアルバムになるんだけど、しっちゃかめっちゃかにもなる。それを前回すごく反省してね。ここ3年間ライブ・ツアーをやって、お陰さまでちゃんと声は出続けているので、今回は自分のキャラに合わない曲はやめようと。シンガー・ソングライター的に統一されたテイストでやろうと最初から考えていたんです。これから先もこの路線で行ければと。自分に望まれていることが何かということをいつも考えるのだけれど、キャリアを長く続けているといろんな人がいろんなことを言ってくるんですよ。どの時期にファンになったかで嗜好性が変わってくる。職業作家的なアプローチの時代、私小説的な歌の時代…たまたまそれが受けちゃったりすると、もっともっとと言われる…例えば<クリスマス・イブ>とか。でも、これからは心の赴くままに、気楽にやっていければということですね」と答えている。
初回限定盤には当初から「廃盤となった8cmシングルに収録されていたライブ・バージョンのアルバム化」として、一般に“Joy 2”と呼ばれている次作ライブ・アルバムへの繋ぎとして付属がアナウンスされていた『Joy 1.5』は大きな変更は無かった。
初回生産分のみ、初回盤付属の『Joy 1.5』のLIVE映像や、初公開の映像鑑賞および、山下本人のトークによる完全招待制のシアターイベント「Joy 1.5〜THE MOVIE」応募用シリアルコード入り。アルバム・カヴァーとブックレットには、実際にレコーディングで使用されているという山下個人の所有楽器がレイアウトされている。ただ、写真にある3MとAMPEXのテープだけは今回使われていないが、デザイナーの要望で加えられた。

## チャート成績
2011年8月22日付オリコン週間アルバムチャートでの初登場1位獲得により、1980年代から2010年代までの4つの十年代での首位獲得を達成した。また、年齢による20代-50代での4つの年代で首位を達成した。

## 収録曲
1. 希望という名の光 (Prelude)  –  [0:34]
2. NEVER GROW OLD  –  [5:58]
  - ※2010年 三ツ矢サイダーオールゼロ CMソング、野村不動産『PROUD』CMソング
  - 4つ打ちとシンセ・ベースを絡ませたアレンジについて山下は「アイリッシュ・トラッドを若いころよく聴いていたんですよ。で、<NEVER GROW OLD>はアイリッシュ・コードというか、調性が弱い感じをバリー・ホワイトでやってみたいという、それだけなの。シンベを使ったのは、あのスピードで演奏するにはシンベしかなかったから。1980年代の中期まではシーケンサーをすごく毛嫌いしていたんだけど、シンセとシーケンサーがどんどん世の中を席巻してもう逃げられないなってことになって。運のいいことに、ちょうどCOME ON MUSICがNEC PC-8800で動かせるシーケンサーを出したから使ってみようと。僕はROLAND MC-4とかMC-8は大して使えなかったけど、パソコンはいじれたのでね。だから順番があべこべなんです」[4]と答えている。本作収録に際し、キーの設定がCMサイズより1音低く変更された。
3. 希望という名の光  –  [5:16]
  - ※映画『てぃだかんかん〜海とサンゴと小さな奇跡〜』主題歌
  - 2010年のツアーでは曲中、当時病気療養中だった主演の岡村隆史と、親友桑田佳祐にエールを送るコメントが加えられた。その後、東日本大震災後に放送された自身の番組を含む全国のラジオ番組で、この曲へのリクエストが数多く寄せられたことから山下自身、その反響の大きさに驚いたという。山下は「曲というのは、野に放たれるともう自分の手から離れるんですよね。人の手に委ねられて、そこに一種の共同意志とか共同幻想が付加されていくんです。その結果、曲が、自分が作った時とは全く違う意味を持ち始めるという。<クリスマス・イブ>[注釈 6]なんてまさにその典型なんですけど」[6]と答えている。2011年4月6日に放送が再開されたNHK『SONGS』では、山下による被災者へのメッセージと共にこの曲のPVが放送された。その後、2012年3月からはJA共済のCMソングとして採用され、3月6日放送の日本テレビ系ドラマ『3.11 その日、石巻で何が起きたのか〜6枚の壁新聞』では主題歌に使用された。
4. 街物語（まちものがたり） (NEW REMIX)  –  [5:15]
※TBS系ドラマ 日曜劇場『新参者』主題歌
5. プロポーズ  –  [5:09]
娘ほども年の離れた山下の女性現場スタッフが、相手の男性にとてもやさしい求婚をされたという話を聞かされ、彼女へのお祝いソングとして書かれた一曲[5]。
6. 僕らの夏の夢 – [5:05]
※アニメーション映画『サマーウォーズ』主題歌
7. 俺の空  –  [4:02]
無計画な都市政策への批判を込めたファンク・チューン[7]。山下によれば『SONORITE』[注釈 1]のレコーディングから導入したPro Toolsでようやくこうしたタイプの曲ができるようになったという[4]。その上でプラグイン・ソフトのAuto-Tuneを使ってみたくて作った曲だとし、その結果このサウンドになったので、次にどういう詞が合うかと書いた歌詞だという[8]。そうしたものにも流行り廃りがあって山下自身、ボーカルエフェクターを使った曲は以前にもあったが「HEY REPORTER!」はディレイ、「"Queen Of Hype" Blues」はハーモナイザーがそれぞれ使われていて、ああいう効果を一度やってみたくて今回はAuto-Tuneを使ったという[9]。
8. ずっと一緒さ  –  [4:58]
※フジテレビ系ドラマ『薔薇のない花屋』主題歌、サンクスデイズ・プラチナCMソング
9. HAPPY GATHERING DAY – [4:49]
  - シングル「希望という名の光」のカップリング曲。
  - ※ケンタッキーフライドチキン40周年記念テーマソング
10. いのちの最後のひとしずく  –  [4:01]
もともと演歌の詞世界が好きで、女言葉の曲を作ってみたかったという。演歌の作詞家で好きな人が数多くいて、女言葉の歌にちょっと興味があった時代があり、それで1曲作ってみようと思いついたのだという[6]。後に、KinKi Kidsによってカヴァーされた[注釈 10]。
11. MY MORNING PRAYER  –  [4:16]
  - ※日本テレビ系『ZIP!』テーマソング
  - この曲の制作中に東日本大震災に遭遇した山下は、被害の惨状と原発事故を目の当たりにしてから曲を全面的に書き直し、被災者へのエールと犠牲者への鎮魂を込めた内容となった[10]。
12. 愛してるって言えなくたって (NEW REMIX)  –  [4:20]
※TBS系ドラマ 日曜劇場『冬のサクラ』主題歌
13. バラ色の人生〜ラヴィアンローズ  –  [2:06]
  - シングル「ずっと一緒さ」のカップリング曲。
  - ※TBS系全国ネット『ブロードキャスター』テーマソング
14. 希望という名の光 (Postlude)  –  [0:57]

## 2LP:WPJL-10005/6

### 解説
全14曲を重量盤180g仕様のディスク2枚に分けて4面に収録。ダブルジャケット仕様で、歌詞カードに掲載されている楽器の数はスペースに限りがあるため、CDのブックレットに比べて少なくなっている。

### 収録曲

#### 【DISC 1】 SIDE A
1. 希望という名の光 (Prelude) – (0:34)[13]
2. NEVER GROW OLD – (5:58)[13]
3. 希望という名の光 – (5:15)[13]
4. 街物語（まちものがたり） (NEW REMIX) – (5:48)[13]

#### 【DISC 1】 SIDE B
1. プロポーズ – (5:09)[13]
2. 僕らの夏の夢 – (5:05)[13]
3. 俺の空 – (4:02)[13]

#### 【DISC 2】 SIDE A
1. ずっと一緒さ – (4:58)[13]
2. HAPPY GATHERING DAY – (4:49)[13]
3. いのちの最後のひとしずく – (4:01)[13]

#### 【DISC 2】 SIDE B
1. MY MORNING PRAYER – (4:16)[13]
2. 愛してるって言えなくたって (NEW REMIX) – (4:20)[13]
3. バラ色の人生〜ラヴィアンローズ – (2:06)[13]
4. 希望という名の光 (Postlude) – (0:57)[13]

## クレジット

### 希望という名の光 (Prelude)
| Words & Music by 山下達郎, Arranged by 山下達郎 |
|                                                 |
| ©2010 by SMILE PUBLISHERS INC.                  |
|                                                 |
| 山下達郎 : All Voices                           |

### NEVER GROW OLD
| Words & Music by 山下達郎, Arranged by 山下達郎 |
|                                                 |
| ©2010 by SMILE PUBLISHERS INC.                  |
|                                                 |

| 山下達郎 : | - Computer Programming, Electric Guitar, Acoustic Guitar, Keyboards, - Percussion & Background Vocals |

| 小笠原拓海 : Drums                                      |
| 橋本茂昭 : Computer Programming & Synthesizer Operation |

### 希望という名の光
| Words & Music by 山下達郎, Arranged by 山下達郎, Strings Arranged by 服部克久 |
|                                                                               |
| ©2010 by SMILE PUBLISHERS INC.                                                |
|                                                                               |

| 山下達郎 : | - Computer Programming, - Drum Programming, Electric Guitar, - Acoustic Guitar, Acoustic Piano, - Keyboards, - Percussion & Background Vocals |

| 後藤勇一郎Strings : Strings |

| 橋本茂昭 : | - Computer Programming & - Synthesizer Operation |

### 街物語（まちものがたり） (NEW REMIX)
| Words & Music by 山下達郎, Arranged by 山下達郎, Strings Arranged by 後藤勇一郎 |
|                                                                                 |
| ©2010 by NICHION, INC. & SMILE PUBLISHERS INC.                                  |
|                                                                                 |

| 山下達郎 : | - Computer Programming, Electric Guitar, - Keyboards, Percussion & Background Vocals |

| 小笠原拓海 : Drums                                      |
| 伊藤広規 : Electric Bass                                |
| 難波弘之 : Acoustic Piano & Electric Piano              |
| 市原ひかり : Flugelhorn Solo                            |
| 後藤勇一郎Strings : Strings                             |
| 橋本茂昭 : Computer Programming & Synthesizer Operation |

### プロポーズ
| Words & Music by 山下達郎, Arranged by 山下達郎 |
|                                                 |
| ©2011 by TENDERBERRY & HARVEST INC.             |
|                                                 |

| 山下達郎 : | - Computer Programming, - Drums, Electric Guitar, Acoustic Guitar, - Keyboards, Percussion & - Background Vocals |

| 小笠原拓海 : Drums           |
| 浜口茂外也 : Conga           |
| 市原ひかり : Flugelhorn Solo |

| 橋本茂昭 : | - Computer Programming & - Synthesizer Operation |

### 僕らの夏の夢
| Words & Music by 山下達郎, Arranged by 山下達郎, Strings Arranged by 後藤勇一郎 |
|                                                                                 |
| ©2009 by NIPPON TELEVISION MUSIC CORPORATION & SMILE PUBLISHERS INC.            |
|                                                                                 |

| 山下達郎 : | - Acoustic Piano, - Computer Programming, - Acoustic Guitar, Keyboards, - Percussion & Background Vocals |

| 小笠原拓海 : Drums                 |
| 伊藤広規 : Electric Bass           |
| 後藤勇一郎 : Strings Concertmaster |

| 橋本茂昭 : | - Computer Programming & - Synthesizer Operation |

### 俺の空
| Words & Music by 山下達郎, Arranged by 山下達郎               |
|                                                               |
| ©2011 by SMILE PUBLISHERS INC.                                |
|                                                               |
| 山下達郎 : Computer Programming, Electric Guitar & Percussion |
| 小笠原拓海 : Drums                                            |
| 伊藤広規 : Electric Bass                                      |
| 難波弘之 : Acoustic Piano                                     |
| 橋本茂昭 : Computer Programming & Synthesizer Operation       |

### ずっと一緒さ
| Words & Music by 山下達郎, Arranged by 山下達郎, Strings Arranged by 服部克久 |
|                                                                               |
| ©2008 by FUJIPACIFIC MUSIC INC., SMILE PUBLISHERS INC. & JOHNNY COMPANY, INC. |
|                                                                               |

| 山下達郎 : | - Computer Programming, Drum Programming, Electric Guitar, Acoustic Guitar, - Keyboards, Percussion & Background Vocals |

| 後藤勇一郎Strings : Strings                             |
| 橋本茂昭 : Computer Programming & Synthesizer Operation |

### HAPPY GATHERING DAY
| Words & Music by 山下達郎, Arranged by 山下達郎 |
|                                                 |
| ©2010 by SMILE PUBLISHERS INC.                  |
|                                                 |

| 山下達郎 : | - Computer Programming, Drum Programming, - Electric Guitar, Ukulele, Ocarina, Keyboards, - Percussion & Background Vocals |

| 橋本茂昭 : Computer Programming & Synthesizer Operation |

### いのちの最後のひとしずく
| Words & Music by 山下達郎, Arranged by 山下達郎 |
|                                                 |
| ©2011 by TENDERBERRY & HARVEST INC.             |
|                                                 |

| 山下達郎 : | - Computer Programming, Drum Programming, Electric Guitar, - Acoustic Guitar, Keyboards, Percussion & Background Vocals |

| 浜口茂外也 : Conga                                      |
| 橋本茂昭 : Computer Programming & Synthesizer Operation |

### MY MORNING PRAYER
| Words & Music by 山下達郎, Arranged by 山下達郎, Strings Arranged by 後藤勇一郎 |
|                                                                                 |
| ©2011 by NIPPON TELEVISION MUSIC CORPORATION & SMILE PUBLISHERS INC.            |
|                                                                                 |

| 山下達郎 : | - Computer Programming, Drum Programming, Electric Guitar, - Acoustic Guitar, Keyboards, Percussion & Background Vocals |

| 後藤勇一郎Strings : Strings                             |
| 橋本茂昭 : Computer Programming & Synthesizer Operation |

### 愛してるって言えなくたって (NEW REMIX)
| Words & Music by 山下達郎, Arranged by 山下達郎, Strings Arranged by 服部克久 |
|                                                                               |
| - ©2011 by NICHION,INC. & - SMILE PUBLISHERS INC. & JOHNNY COMPANY, INC.      |
|                                                                               |

| 山下達郎 : | - Computer Programming, Drum Programming, - Electric Guitar, Acoustic Guitar, Keyboards, - Percussion & Background Vocals |

| 後藤勇一郎Strings : Strings                             |
| 橋本茂昭 : Computer Programming & Synthesizer Operation |

### バラ色の人生〜ラヴィアンローズ
| Original Words by Édith Piaf, English Words by Mack David, Music by Pierre Louiguy, Arranged by 山下達郎                            |
| |
| - ©1947 by EDITIONS ARPEGE - International copyright secures. All rights reserved - Rights for Japan administered by PEERMUSIC K.K. |
| |
| 山下達郎 : All Voices & Percussion                                                                                                  |
| 数原晋 : Whistle |
| 橋本茂昭 : Computer Programming & Synthesizer Operation                                                                             |

### 希望という名の光 (Postlude)
| Words & Music by 山下達郎, Arranged by 山下達郎 |
|                                                 |
| ©2010 by SMILE PUBLISHERS INC.                  |
|                                                 |
| 山下達郎 : All Voices                           |

### スタッフ
| PRODUCED & ARRANGED by 山下達郎 (Tatsuro Yamashita) for Tenderberry & Harvest Inc.       |
| EXECUTIVE PRODUCER : 小杉理宇造 (Ryuzo Kosugi) for Smile Company                         |
|                                                                                          |
| Recording Engineers : 中村辰也, 田中信一 & 梅津達男                                      |
| Recording Studios : Planet Kingdom, Onkio Haus & Sound Inn                               |
| Mixdown Engineer : 中村辰也                                                              |
| Mixdown Studio : Planet Kingdom                                                          |
| Assistant Engineers : 庄子淳, 杉山朋子, 中内茂治, 大竹悠太 & 長谷川巧                    |
| Mastering Engineer : Master-T                                                            |
| Mastering Studio : Great Bear                                                            |
|                                                                                          |
| Vinyl Cutting Engineer : 小鐵徹 at JVC Mastering Center                                  |
|                                                                                          |
| A&R Coordination : 奥村武史 (WMJ) & 井上精一 (WMJ)                                       |
| A&R Secretary : 岩佐ゆかり (WMJ)                                                         |
| Promotion Coordination : 黒岩利之 (WMJ)                                                  |
| Sales Promotion : 貴志哲也 (WMJ) & 所健一 (WMJ)                                          |
|                                                                                          |
| Artist Management : 佐藤克典 (Smile Company) & 渡辺宏 (Smile Company)                    |
| Management Secretary : 原千陽 (Tenderberry & Harvest) & 大野美幸 (Tenderberry & Harvest) |
| Session Coordination : 大平晃子 (CMC) & 日置裕文 (TMC)                                   |
|                                                                                          |
| Art Direction & Design : 梁間修作 (Artisan Artwork) & 石井奈美 (TFC)                     |
| Photographs : 奥田正雄 (Cover & Inner) & 平間至 (Tatsuro)                                |
| Hair & Make-Up : COCO                                                                    |
|                                                                                          |
| 市原ひかり by the courtesy of After Beat ⁄ PONY CANYON INC. (Tr-4,5)                     |

## Joy 1.5 (CD:WPCL-10965)
1. 素敵な午後は ('85 Live Version) [6:38]
2. THE THEME FROM BIG WAVE ('85 Live Version) [6:25]
3. ONLY WITH YOU ('86 Live Version) [3:50]
4. 二人の夏 ('94 Live Version) [4:19]
5. こぬか雨 ('94 Live Version) [3:57]
6. 砂の女 ('94 Live Version) [6:30]
7. アトムの子 ('92 Live Version) [6:57]

### 素敵な午後は ('85 Live Version)
| Words by 吉田美奈子, Music by 山下達郎   |
|                                          |
| ©1977 by FUJIPACIFIC MUSIC INC.          |
| ℗1989 TENDERBERRY & HARVEST INC.         |
|                                          |
| 山下達郎 : Electric Guitar               |
| 青山純 : Drums                           |
| 伊藤広規 : Bass                          |
| 椎名和夫 : Electric Guitar               |
| 野力奏一 : Keyboards                     |
| 中村哲 : Keyboards                       |
| 淵野繁雄 : Alto Sax                      |
|                                          |
| Live at 神奈川県民大ホール 1985年2月24日 |

### THE THEME FROM BIG WAVE ('85 Live Version)
| Words by ALAN O'DAY, Music by 山下達郎   |
|                                          |
| ©1984 by SMILE PUBLISHERS INC.           |
| ℗1990 TENDERBERRY & HARVEST INC.         |
|                                          |
| 山下達郎 : Electric Guitar               |
| 青山純 : Drums                           |
| 伊藤広規 : Bass                          |
| 椎名和夫 : Electric Guitar               |
| 野力奏一 : Keyboards                     |
| 中村哲 : Keyboards                       |
| 佐野公美 : Background Vocal              |
| 後藤今日香 : Background Vocal            |
| 村田和人 : Background Vocal              |
|                                          |
| Live at 神奈川県民大ホール 1985年2月24日 |

### ONLY WITH YOU ('86 Live Version)
| Words & Music by 山下達郎, Arranged by 山下達郎    |
|                                                    |
| ©1984 by SMILE PUBLISHERS INC.                     |
| ℗1991 TENDERBERRY & HARVEST INC.                   |
|                                                    |
| 山下達郎 : Acoustic Guitar                         |
| 青山純 : Drums                                     |
| 伊藤広規 : Bass                                    |
| 椎名和夫 : Electric Guitar                         |
| 松田真人 : Keyboards                               |
| 重実徹 : Keyboards                                 |
| 土岐英史 : Alto Sax                                |
| CINDY : Background Vocal                           |
| 佐々木久美 : Background Vocal                      |
| 村田和人 : Background Vocal                        |
|                                                    |
| Live at 郡山市民文化センター大ホール 1986年10月9日 |

### 二人の夏 ('94 Live Version)
| Words & Music by 浜田省吾                 |
|                                           |
| ©1975 HORIPRO INC.                        |
| ℗1995 TENDERBERRY & HARVEST INC.          |
|                                           |
| 山下達郎 : Acoustic Guitar                |
| 島村英二 : Drums                          |
| 伊藤広規 : Bass                           |
| 佐橋佳幸 : Electric Guitar                |
| 難波弘之 : Keyboards                      |
| 重実徹 : Keyboards                        |
|                                           |
| Live at 中野サンプラザホール 1994年5月2日 |

### こぬか雨 ('94 Live Version)
| Words by 伊藤銀次・山下達郎, Music by 伊藤銀次    |
|                                                   |
| ©1976 FREE WAY CORP. & TENDERBERRY & HARVEST INC. |
| ℗1996 TENDERBERRY & HARVEST INC.                  |
|                                                   |
| 山下達郎 : Electric Guitar                        |
| 島村英二 : Drums                                  |
| 伊藤広規 : Bass                                   |
| 佐橋佳幸 : Electric Guitar                        |
| 難波弘之 : Keyboards                              |
| 重実徹 : Keyboards                                |
| 高尾 “Candee” N : Background Vocal                |
| 佐々木久美 : Background Vocal                     |
| 楠瀬誠志郎 : Background Vocal                     |
|                                                   |
| Live at 中野サンプラザホール 1994年5月2日         |

### 砂の女 ('94 Live Version)
| Words by 松本隆, Music by 鈴木茂                           |
|                                                            |
| ©1975 CROWN MUSIC PUBLISHER. INC. & FUJIPACIFIC MUSIC INC. |
| ℗1996 TENDERBERRY & HARVEST INC.                           |
|                                                            |
| 山下達郎 : Electric Guitar                                 |
| 島村英二 : Drums                                           |
| 伊藤広規 : Bass                                            |
| 佐橋佳幸 : Electric Guitar                                 |
| 難波弘之 : Keyboards                                       |
| 重実徹 : Keyboards                                         |
|                                                            |
| Live at 中野サンプラザホール 1994年5月2日                  |

### アトムの子 ('92 Live Version)
| Words & Music by 山下達郎, Arranged by 山下達郎 |
|                                                 |
| ©1991 by SMILE PUBLISHERS INC.                  |
| ℗2000 TENDERBERRY & HARVEST INC.                |
|                                                 |
| 山下達郎 : Electric Guitar                      |
| 青山純 : Drums                                  |
| 伊藤広規 : Electric Bass                        |
| 椎名和夫 : Electric Guitar                      |
| 難波弘之 : Acoustic Piano                       |
| 重実徹 : Synthesizers                           |
| 土岐英史 : Soprano Sax                          |
| 高尾 “Candee” N : Background Vocal              |
| 佐々木久美 : Background Vocal                   |
| 佐藤竹善 : Background Vocal                     |
|                                                 |
| Live at 中野サンプラザホール 1992年3月15日      |

### スタッフ
| - 佐藤竹善 by the courtesy of UNIVERSAL J, - A UNIVERSAL MUSIC COMPANY |
|                                                                        |
| - Mixdown Engineers : - 佐藤康夫 (Tr1-6), 吉田保 (Tr 7)                |
| Mastering Engineer : 原田光晴 (Victor JVC)                             |
|                                                                        |
| Produced & Arranged by 山下達郎                                        |

## リリース日一覧
| 地域 | タイトル    | リリース日    | レーベル                  | 規格     | カタログ番号 | 備考 |
| ---- | ----------- | ------------- | ------------------------- | -------- | ------------ | --- |
| 日本 | Ray Of Hope | 2011年8月10日 | MOON ⁄ WARNER MUSIC JAPAN | 2CD      | WPCL-10964/5 | 初回盤のみ、8cmシングル時代にカップリング収録されていたライヴ音源を中心にセレクトし、新たにリマスターを施したライヴCD『Joy 1.5』付き。 |
| 日本 | Ray Of Hope | 2011年8月10日 | MOON ⁄ WARNER MUSIC JAPAN | CD       | WPCL-10966   | 通常盤 |
| 日本 | Ray Of Hope | 2011年8月27日 | MOON ⁄ WARNER MUSIC JAPAN | 音楽配信 | -            | 通常音質 (AAC 128/320kbps)、全14曲 |
| 日本 | Ray Of Hope | 2011年11月2日 | MOON ⁄ WARNER MUSIC JAPAN | 2LP      | WPJL-10005/6 | 完全限定生産盤 |